# Devuan
Devuan GNU+Linux est un fork, de la distribution Linux Debian créé en novembre 2014. Son objectif premier est de fournir une distribution ayant comme daemon d'initialisation init et non systemd, présent par défaut sur le système Debian depuis 2015. En effet, l'adoption de systemd pour la version 8 de Debian (Jessie) a provoqué une prise de position d'une partie des développeurs et utilisateurs de la communauté Debian, systemd ne respectant pas le principe KISS (Keep It Simple, Stupid),,.

## Particularités
Devuan possède son propre dépôt de paquets correspondant à la branche de développement en amont de Debian, mais avec des modifications spécifiques pour remplacer les dépendances à systemd ou préserver l'esprit « init freedom ». Les paquets modifiés comprennent policykit et udisks. Chaque version de Devuan est censée fonctionner de façon très similaire à son pendant Debian. Devuan ne propose pas systemd dans ses dépôts mais conserve la bibliothèque libsystemd0 tant que des dépendances à celle-ci existent.

## Noms des versions
L'origine des noms attribués aux différentes versions de Devuan a été revue : en lieu et place de la dénomination utilisée par Debian et basée sur les personnages de Toy Story, Devuan utilise des noms de planètes mineures. La première version stable de Devuan a la même dénomination que Debian 8, Jessie, mais a pour origine la planète mineure 10464. La branche instable de Devuan porte pour sa part le nom permanent de Ceres en référence à la planète naine Cérès.

## Historique des versions
Devuan 1 Jessie, basée sur Debian 8 Jessie, a été publiée le 25 mai 2017.

Devuan 2 ASCII, basée sur Debian 9 Stretch, a été publiée le 8 juin 2018.

Devuan 3 Beowulf, basée sur Debian 10 Buster, a été publiée le 1er juin 2020.

Devuan 4 Chimaera, basée sur Debian 11 Bullseye, a été publiée le 14 octobre 2021.

Devuan 5 Daedalus, basée sur Debian 12 Bookworm, a été publiée le 14 août 2023.